# Eduarda Santos Lisboa
Eduarda "Duda" Santos Lisboa, född 1 augusti 1998 i Aracaju, Brasilien, är en beachvolleyspelare.
Hon tog guld vid ungdoms-OS 2014 tillsammans med Ana Patrícia Ramos. Hon utsågs till årets rookie av 2016. Hon vann FIVB Beach Volleyball World Tour 2018 och 2021 tillsammans med Ágatha Bednarczuk och kom med henne också nia vid OS 2020 (spelat 2021).
Åter med Ana Patrícia Ramos har hon vunnit VM 2022 och tagit silver vid VM 2023 samt vunnit panamerikanska spelen 2023.
Lisboa och Ramos vann guld tillsammans vid olympiska sommarspelen 2024, 10 år efter att det vunnit guld vid ungdoms-OS.